# Береснев, Иван Петрович
Берсенев Иван Петрович (22 мая 1907 — 23 мая 1989) — советский деятель военно-морского флота, контр-адмирал (25 мая 1959).

## Биография
Родился в д. Береснята Котельнического уезда Вятской губернии Российской империи (ныне Даровского района Кировской области) в русской крестьянской семье.
Работал в колхозе. В середине 20-х годов сельчане доверили комсомольцу руководить волисполкомом. Иван Петрович стал одним из инициаторов в создании машинного товарищества, а впоследствии и коллективного хозяйства. Учился на рабфаке.
С 1 сентября 1929 г. в РККА красноармеец 5-го отдельного территориального стрелкового батальона 17-й стрелковой дивизии (г. Котельнич). Он вспоминал, как с группой новобранцев в лаптях по грязной осенней дороге пешком добирался в Котельнич. В запасе с августа 1931 г. В 1932 г. вступил в ВКП(б).
С 10 июля 1932 г. в ВМФ курсант училища связи ВМС РККА им. С. Орджоникидзе, после окончания 5 ноября 1936 г. остался преподавателем в училище. С октября 1937 г. по 2 ноября 1939 г. обучался на командном факультете Военно-морской академии им. К. Е. Ворошилова, после чего направлен помощником начальника, а с 29 апреля 1940 г. начальник 2-го отделения 7-го отдела (материально-планового) Главного морского штаба ВМФ СССР. С марта 1941 г. командир по подготовке кадрового состава 1-го отделения 4-го отдела (пенсионно-наградного) Главного управления ВМФ.
Великая Отечественная война
С начала Великой Отечественной войны в распоряжении Военного совета Северного флота. С 22 июля 1941 г. командир по информации 2-го отделения разведывательного отдела штаба Северного флота. С 16 августа 1941 г. начальник 3-го отделения (комплектования рядовым и младшим командным составом) ОРОС Беломорской военной флотилии. В сентябре 1941 г. непосредственно тов. Бересневым сформирована 12-я особая бригада морской пехоты Северного флота. С 31 августа 1943 г. командир по организационной части 1-го отдела, с 24 мая 1944 г. старший офицер по организационной части, с 10 ноября 1944 г. помощник начальника 5-го отдела организационно-мобилизационного управления ГМШ ВМФ СССР. Из наградного листа (1945): «Инициативный и дисциплинированный офицер. За короткий срок освоился и хорошо справлялся с работой. Провел большую работу по улучшению организации Тихоокеанского флота».
Послевоенная служба
С мая 1946 г. старший офицер, а с апреля 1949 г. заместитель начальника 6-го отдела Главного организационного управления Генерального штаба Вооруженных сил СССР. С апреля 1950 г. заместитель начальника 8-го отдела оперативного управления Морского генерального штаба СССР. С мая 1950 г. заместитель начальника 1-го направления 10-го отдела, с августа 1951 г. начальник этого направления МГШ СССР. С апреля 1953 г. начальник 1-го направления 10-го отдела, а с марта 1954 г. начальник 10-го отдела Главного штаба ВМФ СССР. Отдел занимался материальной частью кораблей, вооружением — их подготовкой из имеющегося в составе ВМФ наличия — и отправкой иностранным получателям, подготовкой иностранных экипажей для кораблей, подбором и командованием наших военных специалистов и советников, обеспечением иностранных офицеров в наших учебных заведениях и другими подобными вопросами. Сюда же относились подготовка визитов Главнокомандующего ВМФ в зарубежные страны и прием высоких гостей у нас. С декабря 1966 г. в распоряжении Главнокомандующего ВМФ. Был в служебных командировках в ГДР и Индонезии.
С февраля 1967 г. в запасе по болезни. Умер 23 мая 1989 г. в Москве. Похоронен на Кунцевском кладбище.

## Воинские звания
- Капитан-лейтенант[2]
- Капитан 3 ранга — 1944[2]
- Капитан 1 ранга
- Контр-адмирал — 25.05.1959[3]

## Награды
- Орден Ленина (1956);
- Орден Красного Знамени (15.11.1950);
- Орден Отечественной войны I степени (05.08.1945);
- Орден Отечественной войны II степени (08.07.1945);
- Орден Красной Звезды (03.03.1943, 10.11.1945);
- Медаль «За оборону Советского заполярья»;
- Медаль «За боевые заслуги» (03.11.1944);
- Медаль «За победу над Германией в Великой Отечественной войне 1941—1945 гг.»;
- Медаль «За победу над Японией»;
- Знак «Отличник ВМФ»;
- Именное оружие (1957).[2][3]
- Почетный гражданин посёлка Даровский (1984).

## Семья
Вместе с женой воспитали двух сыновей и дочь. Старший сын — дипломат, второй сын работал в академии наук СССР, дочь также посвятила себя науке.